# Depresiunea Câmpulung (Moldovenesc)
Depresiunea Câmpulung (Moldovenesc) este o depresiune intramontană situată în nordul Carpaților Orientali, în axul văii râului Moldova, ce desparte Obcinele Bucovinei de Munții Stânișoarei.
Principala cale de comunicație care o traversează este de Drumul Național 17 (E58).